# Pola Lednickie
Pola Lednickie – część wsi Imiołki w Polsce, położona w województwie wielkopolskim, w powiecie gnieźnieńskim, w gminie Kiszkowo.
Na terenie Pól Lednickich na brzegu jeziora Lednica od 1997 roku odbywają się coroczne modlitewne spotkania młodzieży – Lednica 2000. Prowadzi tędy także szlak pątniczy Droga św. Jakuba. W Lednicy jest pochowany Jan Góra.
Znajduje się tu m.in. Brama Ryba, zwana Bramą Trzeciego Tysiąclecia, oraz Dom Jana Pawła II.
Pola Lednickie jako osobna część wsi Imiołki, posiadająca własną nazwę, została wydzielona 1 stycznia 2013 roku.

## Galeria

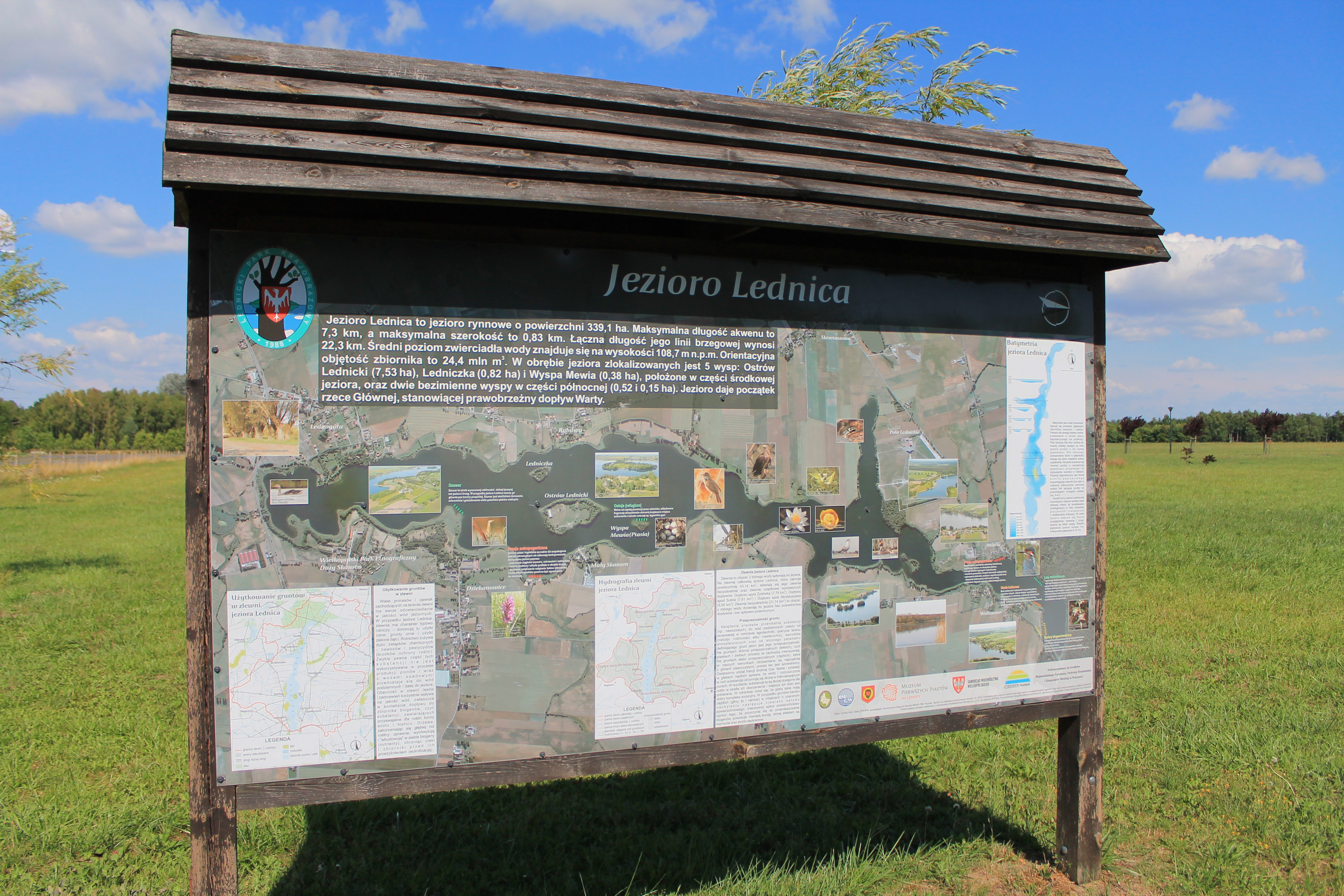
Tablica informacyjna
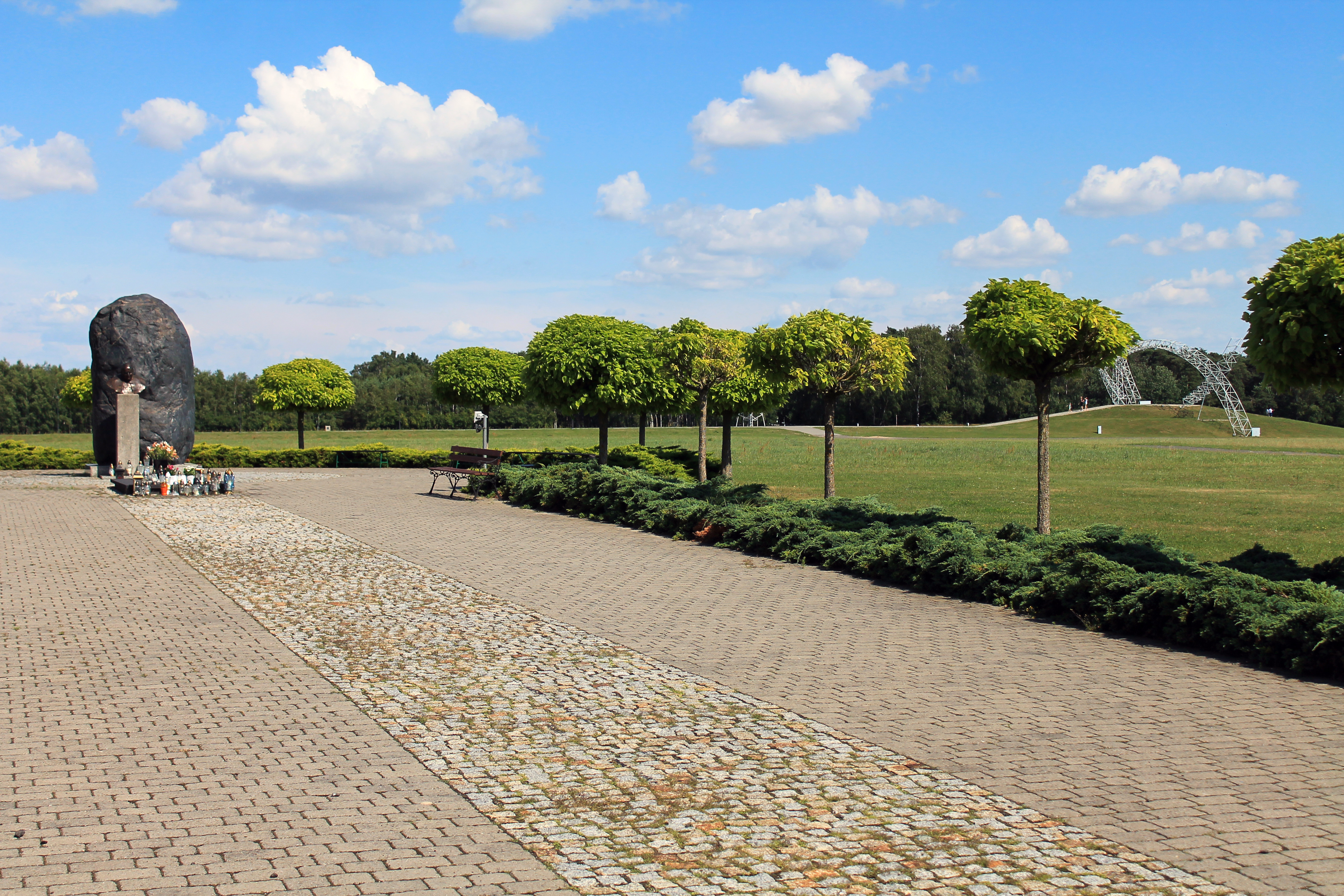
Grób Jana Góry
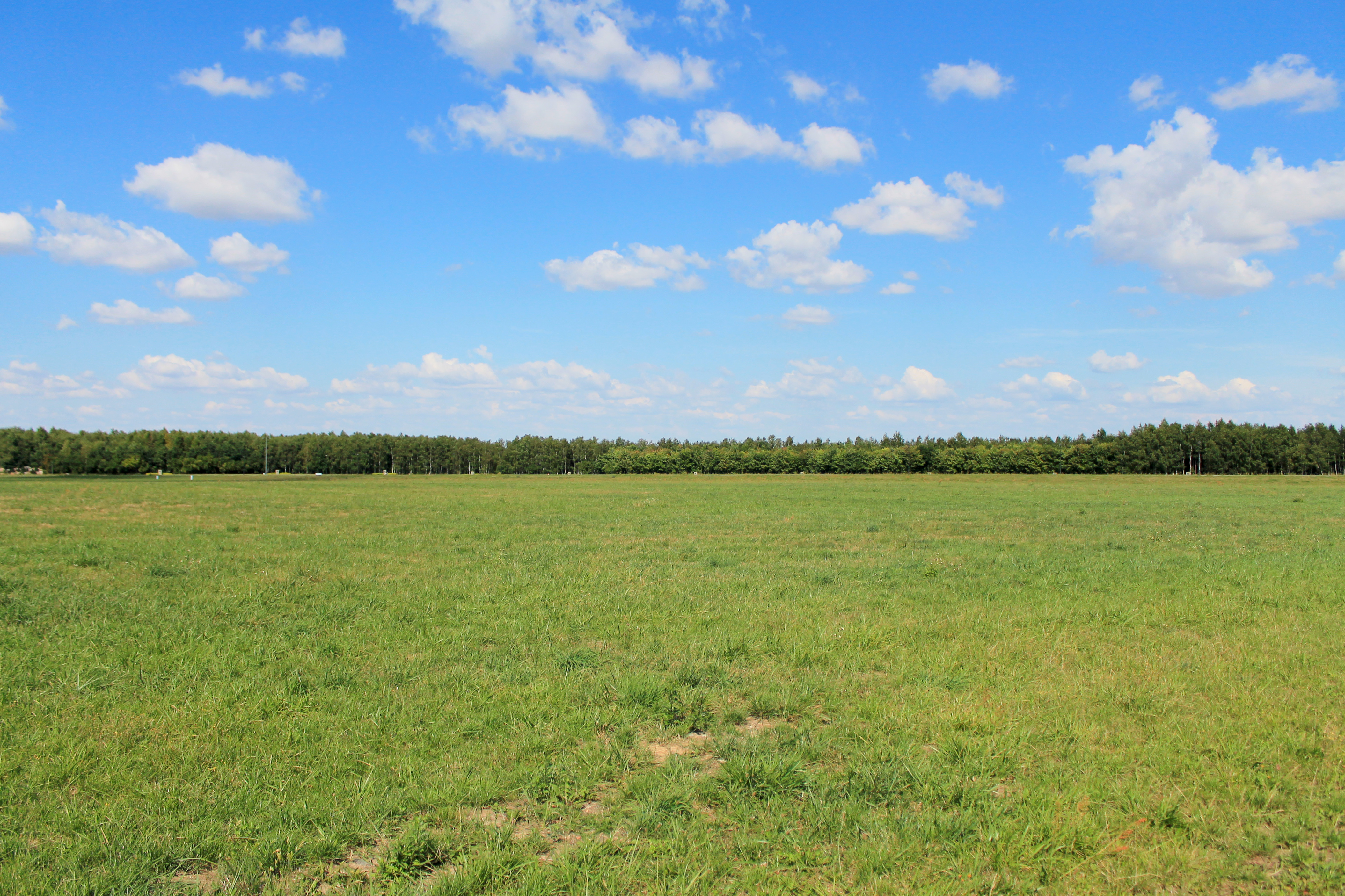
Widok na pole
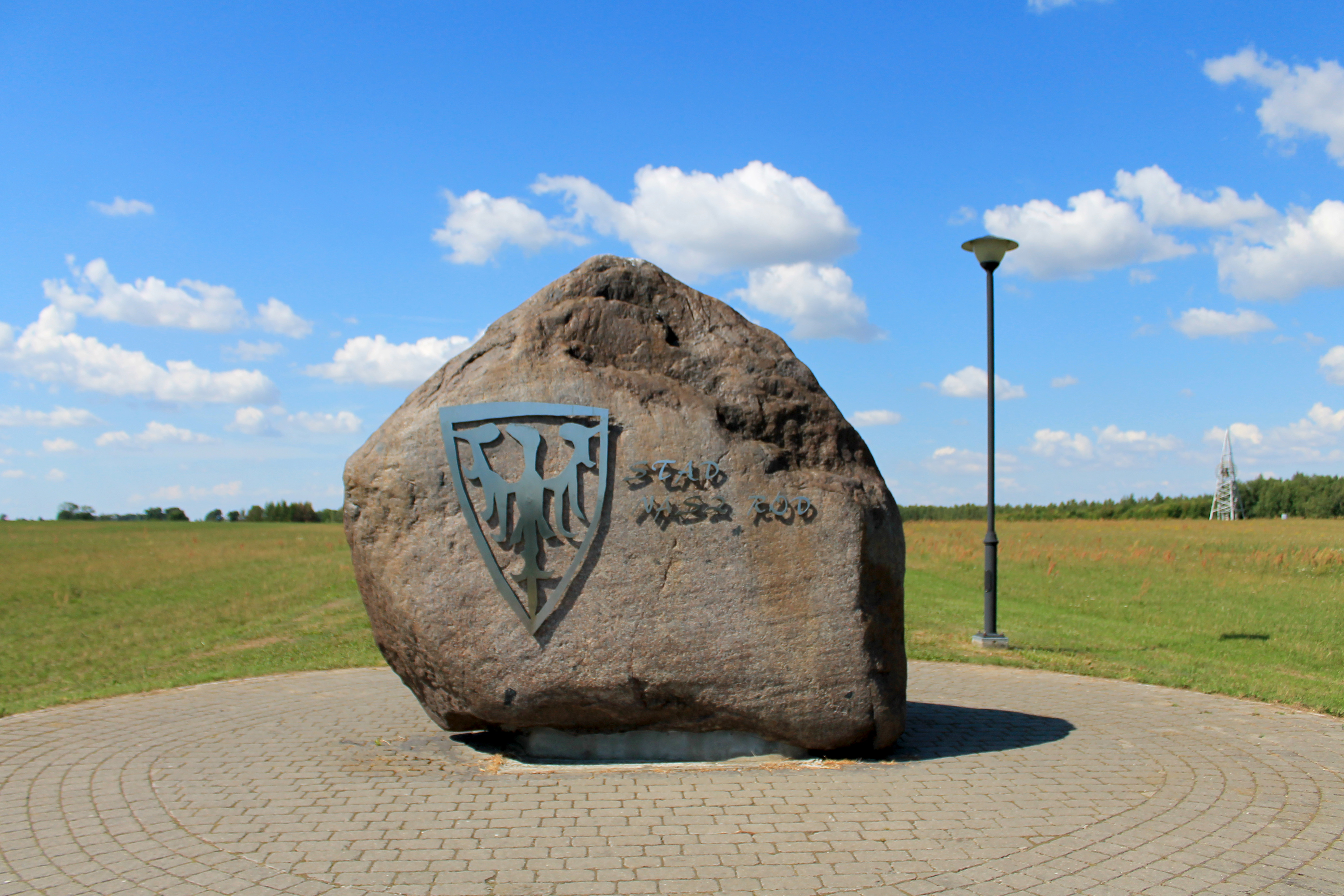
Głaz Stąd Nasz Ród
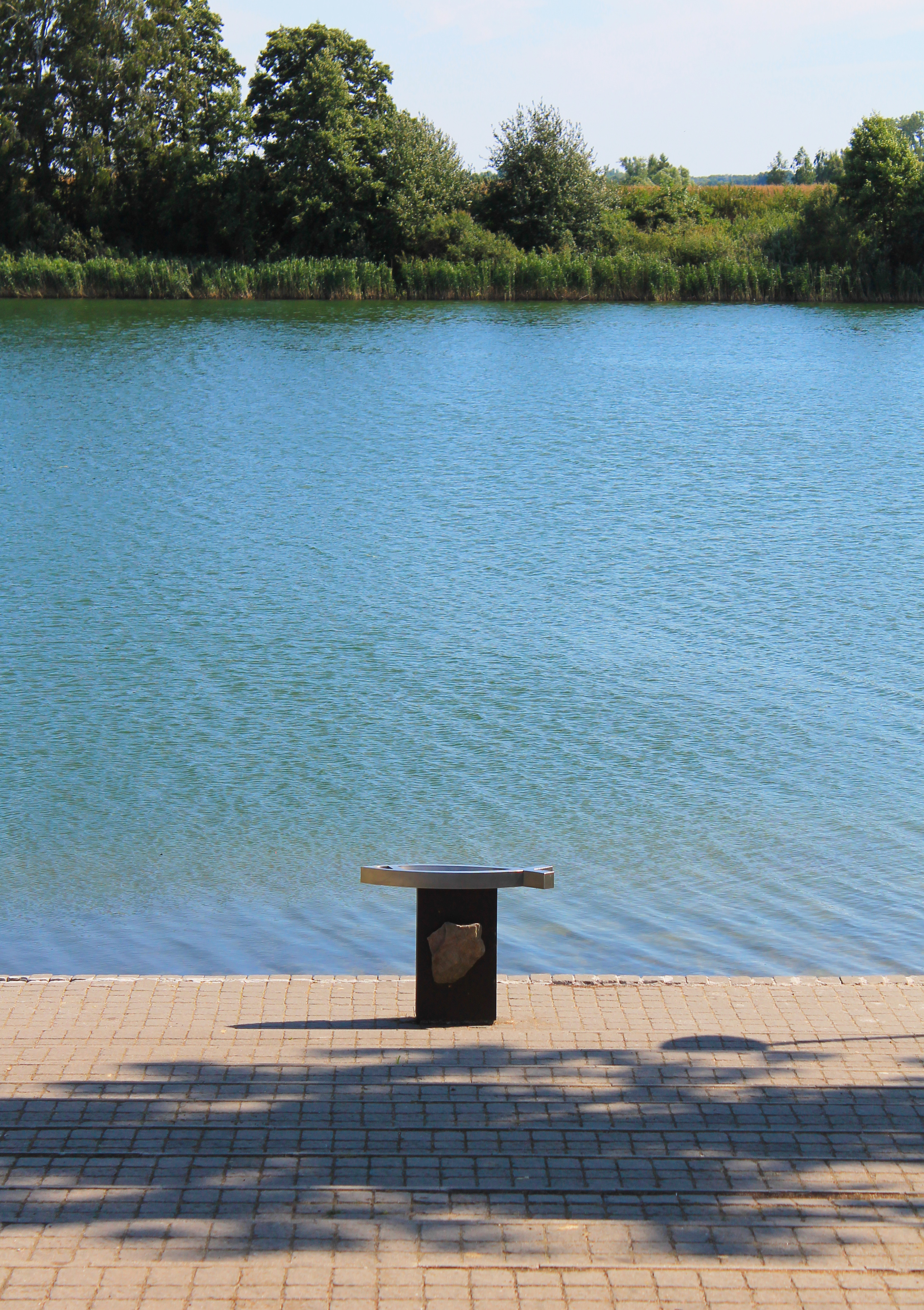
Chrzcielnica
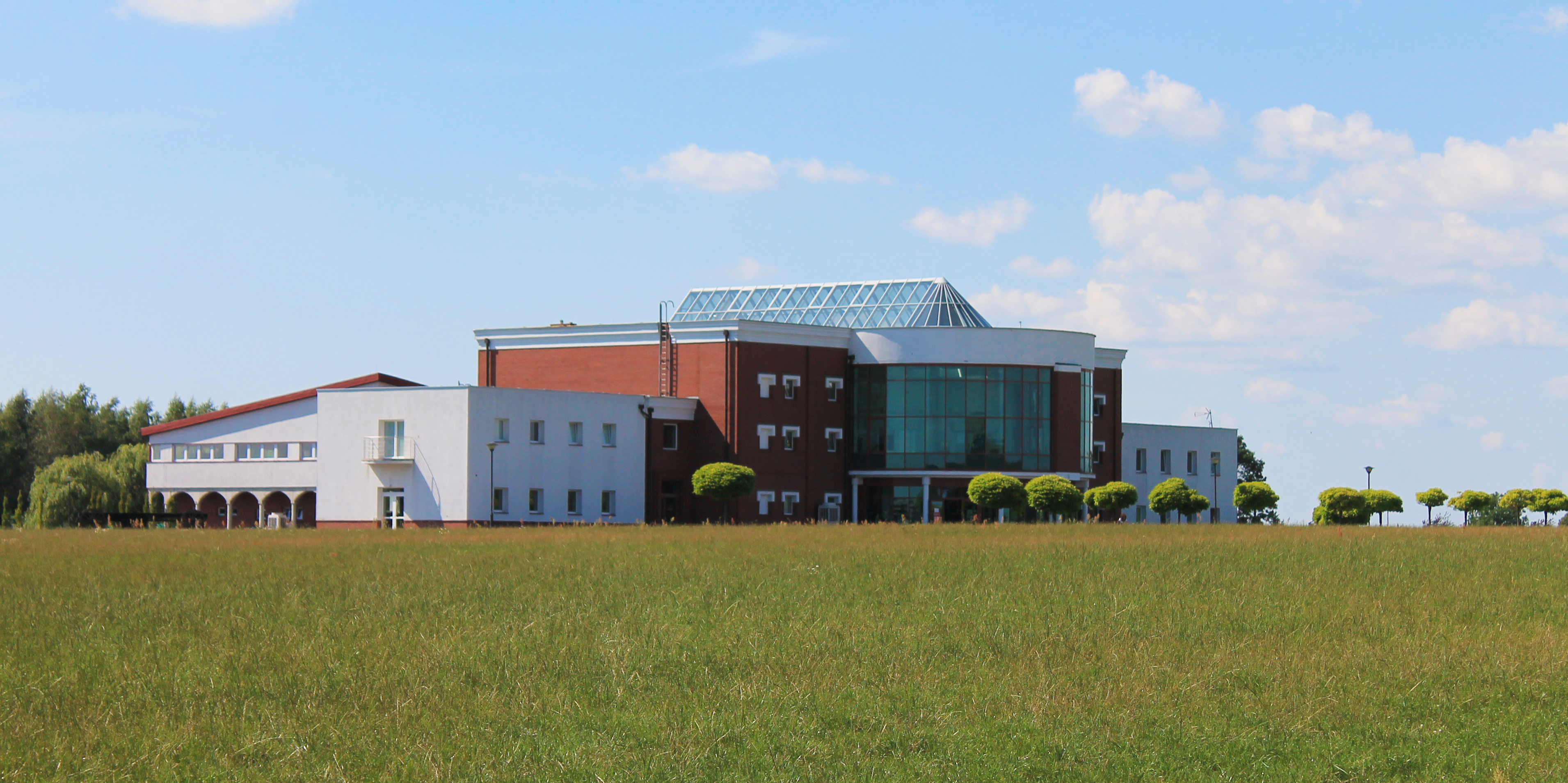
Ośrodek